# Edificio de la antigua central telefónica en Belgrado
El edificio de la antigua central telefónica  se encuentra en Belgrado, en la calle Kosovska número 47. Fue construido según el proyecto de Branko Tanazević específicamente como una central telefónica, y es el primer edificio de  este tipo en Serbia. Fue terminado en 1908. El tercer piso fue añadido después de Primera Guerra Mundial. El edificio es bajo la protección del Estado desde 1981, como un bien cultural de gran importancia. Trabajos de conservación se realizaron en 1988.

## Aspecto
En cuanto al aspecto espacial y estructural, el edificio se basa en las tradiciones del academicismo, mientras que la  formación es derivada del estilo serbio-bizantino. Tiene bases funcionales y en total unas composiciones arquitectónicas simples, mientras que el énfasis está en el procesamiento de la parte angular del edificio con una cúpula característica. La fachada es asimétrica, con un bajo avant-corps de mayor anchura en una parte del edificio y grandes ventanas que ocupan la mayor parte del lienzo de fachada. La decoración opulenta de plástico bajo, reducida casi al plano de la fachada está hecha de motivos estilizados tomados de la herencia de la escuela morava (rosetones, adornos, diseños geométricos, cajas de ajedrez). Además de ser una realización exitosa del estilo serbio-bizantino en la arquitectura de Belgrado y una obra significativa de uno de los principales partidarios de este estilo, este edificio también tiene importancia histórica como una construcción representativa de un propósito específico que documenta el desarrollo de los servicios telefónicos en Serbia a principios del siglo XX.
El edificio fue presentado en el billete de 50.000.000 dinares de 1993. Los trabajos de conservación se llevaron a cabo en 1988.